# Mary Seacole
Mary Jane Seacole (1805 - 14 de mayo de 1881), apellido de soltera Grant, era una mujer de origen jamaicano de ascendencia escocesa y criolla, que creó un British Hotel detrás de las líneas durante la guerra de Crimea, el cual describió como "un comedor y cuartos cómodos para los oficiales enfermos y convalecientes", y proporcionado socorro para los militares heridos en el campo de batalla. Se le concedió a título póstumo la Orden del Mérito de Jamaica en 1991. En 2004, fue elegida como la mayor británica negra en una encuesta realizada en 2003 por la página web de herencia negra Every Generation.
Se dice  que Seacole fue la primera enfermera practicante británica (con habilidades médicas avanzadas). Con la esperanza de ayudar a cuidar a los heridos al estallar la Guerra de Crimea, Seacole solicitó a la Oficina de Guerra que la incluyeran en el contingente de enfermería pero fue rechazada. Por consecuencia, viajo de forma independiente, instaló su hotel y atendió a los heridos del campo de batalla. Se hizo popular entre el personal de servicio, que recaudó dinero para ella cuando se enfrentó a la indigencia después de la guerra. En 1857 se llevó a cabo en Londres una gala de recaudación de fondos de cuatro días en honor a  Seacole. Asistieron unas 40 000 personas, incluidos veteranos.
Después de su muerte, se quedó en el olvido durante casi un siglo, pero hoy en día se celebra como una mujer que combatió con éxito los prejuicios raciales. Su autobiografía, Aventuras maravillosas de señora Seacole en muchas Tierras (1857), es una de las primeras autobiografías de una mujer de raza criolla, aunque se han cuestionado algunos aspectos de su exactitud. Se ha afirmado que los logros de Seacole han sido exagerados por razones políticas y un plan para erigir una estatua de ella en el Hospital St. Thomas en Londres, describiéndola como una "enfermera pionera", ha generado controversia. Otra controversia se desató en el Reino Unido a finales de 2012 por las denuncias de una propuesta para sacarla del Currículo Nacional del país.

## Comienzos de su carrera y sus orígenes
Mary Jane Seacole nació como Mary Jane Grant el 23 de noviembre de 1805 en Kingston, en la Colonia de Jamaica como miembro de la comunidad de negros libres en Jamaica. Era hija de James Grant, un teniente escocés del ejército británico.Su madre, la Sra. Grant, apodada "La Doctora", era una curandera que usaba hierbas medicinales tradicionales caribeñas y africanas. La Sra. Grant también dirigía Blundell Hall, una pensión en 7, East Street.
En el siglo XVIII, las doctoras jamaicanas dominaron la medicina popular, incluyendo el uso de la higiene y las hierbas. Tenían un vasto conocimiento de las enfermedades tropicales y tenían la habilidad de un médico general en el tratamiento de dolencias y lesiones, adquiridas al tener que cuidar las enfermedades de sus compañeros esclavos en las plantaciones de azúcar. En Blundell Hall, Seacole adquirió sus habilidades de enfermería, que incluían el uso de la higiene, la ventilación, el calor, la hidratación, el descanso, la empatía, la buena nutrición y el cuidado de los moribundos. Blundell Hall también sirvió como hogar de convalecencia para el personal militar y naval que se recuperaba de enfermedades como el cólera y la fiebre amarilla. La autobiografía de Seacole dice que comenzó a experimentar con la medicina, basándose en lo que aprendió de su madre, cuidando a una muñeca y luego convirtiéndose en mascotas antes de ayudar a su madre a tratar a los humanos. Debido a los estrechos vínculos de su familia con el ejército, pudo observar las prácticas de los médicos militares y combinó ese conocimiento con los remedios de África occidental que adquirió de su madre. En Jamaica, a fines del siglo XVIII y principios del XIX, las muertes neonatales representaban más de una cuarta parte del total de nacimientos. Sin embargo, Seacole, utilizando remedios herbales y prácticas higiénicas tradicionales de África Occidental, se jactó de que nunca perdió a una madre o al hijo.
Seacole estaba orgullosa de su ascendencia tanto jamaicana como escocesa y se autodenominaba criolla. En su autobiografía, Las maravillosas aventuras de la Sra. Seacole, escribe: "Soy criolla y tengo buena sangre escocesa corriendo por mis venas. Mi padre era un soldado de una antigua familia escocesa ". Su biógrafa Jane Robinson especula que podría haber sido  cuarterón de mulata. Seacole enfatiza su vigor personal en su autobiografía, distanciándose del estereotipo contemporáneo de la "criolla perezosa". Estaba orgullosa de su ascendencia negra y escribió: "Tengo algunos tonos de marrón más oscuro sobre mi piel que me muestra relacionada , y estoy orgullosa de la relación, con esos pobres mortales a quienes una vez mantuviste esclavizados, y cuyos cuerpos América aún posee".
Mary Seacole pasó algunos años en la casa de una anciana, a quien llamó su "amable patrona", antes de regresar con su madre. Fue tratada como miembro de la familia de su patrona y recibió una buena educación. Como hija educada de un oficial escocés y una mujer negra libre con un negocio respetable, Seacole habría ocupado un alto cargo en la sociedad jamaicana.
Aproximadamente en 1821, Seacole visitó Londres, se quedó durante un año y visitó a sus parientes en la familia comerciante Henriques. Aunque Londres tenía una cantidad de personas negras, ella registra que los niños se burlaron de un compañero, un antillano con la piel más oscura que sus propios tonos "oscuros". La propia Seacole era "solo un poco morena"; era casi blanca según uno de sus biógrafos, el Dr. Ron Ramdin. Regresó a Londres aproximadamente un año después, trayendo una "gran cantidad de encurtidos y conservas de las Indias Occidentales para la venta". Sus viajes posteriores serían sin acompañante ni patrocinador, una práctica inusualmente independiente en un momento en que las mujeres tenían derechos limitados.

## Guerra de Crimea 1854–1856
La Guerra de Crimea duró desde octubre de 1853 al 1 de abril de 1856 y se libró entre el Imperio Ruso y una alianza del Reino Unido, Francia, el Reino de Cerdeña, y el Imperio Otomano. La mayor parte del conflicto tuvo lugar en la península de Crimea en el Mar Negro y Turquía.
Miles de tropas de todos los países involucrados fueron reclutados y enviados a la zona, y las enfermedades se produjeron casi inmediatamente. Cientos murieron, en su mayoría de cólera. Muchos más morirían en espera de ser enviados fuera, o en el viaje. Sus perspectivas eran un poco mejores cuando llegaban a los hospitales insalubres, hacinados y con poco personal, que eran la única disposición médica para los heridos. En Gran Bretaña, una carta mordaz en The Times el 14 de octubre provocó que Sidney Herbert, Secretario de Estado para la guerra, se acercara a Florence Nightingale para formar un destacamento de enfermeras para ser enviados al hospital para salvar vidas. Las entrevistas se llevaron a cabo de forma rápida, los candidatos idóneos fueron seleccionados, y Nightingale se dirigió a Turquía el 21 de octubre.

## Reconocimiento
Aunque conocida al final de su vida, Seacole se desvaneció rápidamente de la memoria pública. Su trabajo en Crimea fue eclipsado por Florence Nightingale durante mucho tiempo. Sin embargo, en los últimos años ha habido un resurgimiento del interés en ella y esfuerzos para reconocer adecuadamente sus logros. Seacole se ha convertido en un símbolo de las actitudes raciales y las injusticias sociales en el Reino Unido durante ese período. Ella fue citada como un ejemplo de la historia del negro "oculto" en Los versos satánicos de Salman Rushdie, al igual que Olaudah Equiano: "Mira, aquí yace María Seacole, quien hizo tanto en Crimea como otra dama de lámpara mágica, pero, al ser negra, apenas podía verse por la llama de la vela de Florencia".
Un premio anual para reconocer y desarrollar el liderazgo de enfermeras, parteras y visitadores de salud en el Servicio Nacional de Salud fue nombrado Seacole, para "reconocer sus logros". Una exposición para celebrar el bicentenario de su nacimiento se inauguró en el Museo Florence Nightingale en Londres en marzo de 2005. Originalmente programado para durar unos pocos meses, la exposición fue tan popular que se extendió hasta marzo de 2007.
Una campaña para erigir una estatua de Seacole en Londres se puso en marcha el 24 de noviembre de 2003, presidida por Clive Soley, Baron Soley. El diseño de la escultura, que está prevista para ser erigida en el recinto del Hospital de Santo Tomás, fue anunciado el 18 de junio de 2009. Aunque existe una importante oposición a la ubicación de la estatua. Hay también una película biográfica realizada por Seacole Pictures.  Un corto de animación sobre Mary Seacole fue adaptado de un libro titulado Mother Seacole, publicado en 2005 como parte de las celebraciones del bicentenario. Seacole se ofrece en la serie televisiva Historias Horribles de la BBC/CBBC, donde es interpretada por Dominique Moore.